# Валя-Маре-де-Кодру
Валя-Маре-де-Кодру (рум. Valea Mare de Codru) — село у повіті Біхор в Румунії. Входить до складу комуни Холод.
Село розташоване на відстані 408 км на північний захід від Бухареста, 31 км на південь від Ораді, 115 км на захід від Клуж-Напоки, 133 км на північний схід від Тімішоари.

## Населення
За даними перепису населення 2002 року у селі проживали 123 особи, усі — румуни. Усі жителі села рідною мовою назвали румунську.